# Юридичний факультет
Юридичний факультет (від лат. спроможність, здатність, вміння) — структурний навчальний підрозділ, орг. форма вищої юридичної освіти в університетській системі навчання. Першим в Європі був юридичний факультет Болонського університету (1158). До найстаріших також належать: в Англії —  юридичний факультет Оксфордського і Кембриджського університетів (1209); юридичний факультет  Паризького (1215) та Орлеанського (1309) університетів у Франції; в Італії — юридичний факультет Падуанського (1222) і Неаполітанського (1224) університетів; у Центральній і Східній Європі — юридичний факультет Карлового університету у Празі (1348, Чехія), Ягеллонського університету у Кракові (1364, Польща); у Німеччині — юридичний факультет Гейдельбського університету (1386) тощо. Юридичний факультет Львівського університету свою історію веде від 1661, коли почала діяти Львів, колегія, де готували фахівців права. В Росії перший такийфакультет було утворено у складі Московського університету (1755). З часом відповідні факультети з'явилися у Київському (1834), Харківському (1835), Новоросійському (Одеському, 1865), Чернівецькому (1875) університетах. У царській Росії відповідно до загальних статутів університетів (1835, 1863, 1884) до юридичного факультету могли вступати особи з 17 років, які пройшли повний курс гімназійного навчання. Строк навчання — 4 роки. Згідно з університетським статутом 1863 на юридичному факультеті належало мати 13 кафедр, а саме: 1) енциклопедії права; 2) історії найважливіших іноземних законодавств давніх і нових; 3) історії російського права; 4) історії слов'ян, законодавств; 5) римського права; 6) державного права; 7) цивільного права, цивільного судоустрою та судочинства; 8) кримінального права, кримінального судоустрою і судочинства; 9) поліцейського права; 10) фінансового права; 11) міжнародного права; 12) церковного законодавства; 13) політики, економії та статистики. У перші роки рад. влади у зв'язку з курсом на ліквідацію університетської форми навчання юридичні факультети університетів були перетворені на прав, відділення ф-тів сусп. наук ун-тів, а з 1925 — у факультети радянського права. В УСРР були організовані юридичні факультети у складі ін-тів нар. г-ва, які проіснували до 1930. В 1937 відновлено юридичний факультет Київського університету. Згодом (1960) відновив роботу факультет Одеського університету. Нині в Україні діють як давні юридичні факультети (Львівського і Київського університетів), так і численні Ю. ф. у новоутворених державних і недержавних університетах. Вони готують юристів зі спеціальності «правознавство». Керівництво юридичним факультетом здійснюють декани, у складі факультетів діють кафедри, вчені ради як колег, органи управління, спеціалізовані вчені ради по захисту дисертацій тощо. У своїй діяльності дані факультети керуються Законом України «Про вищу освіту» (2014), Положенням про державний вищий навчальний заклад України (затверджено КМ України 5.IX 1996), статутом університету.